# USNS Oscar V. Peterson (T-AO-206)

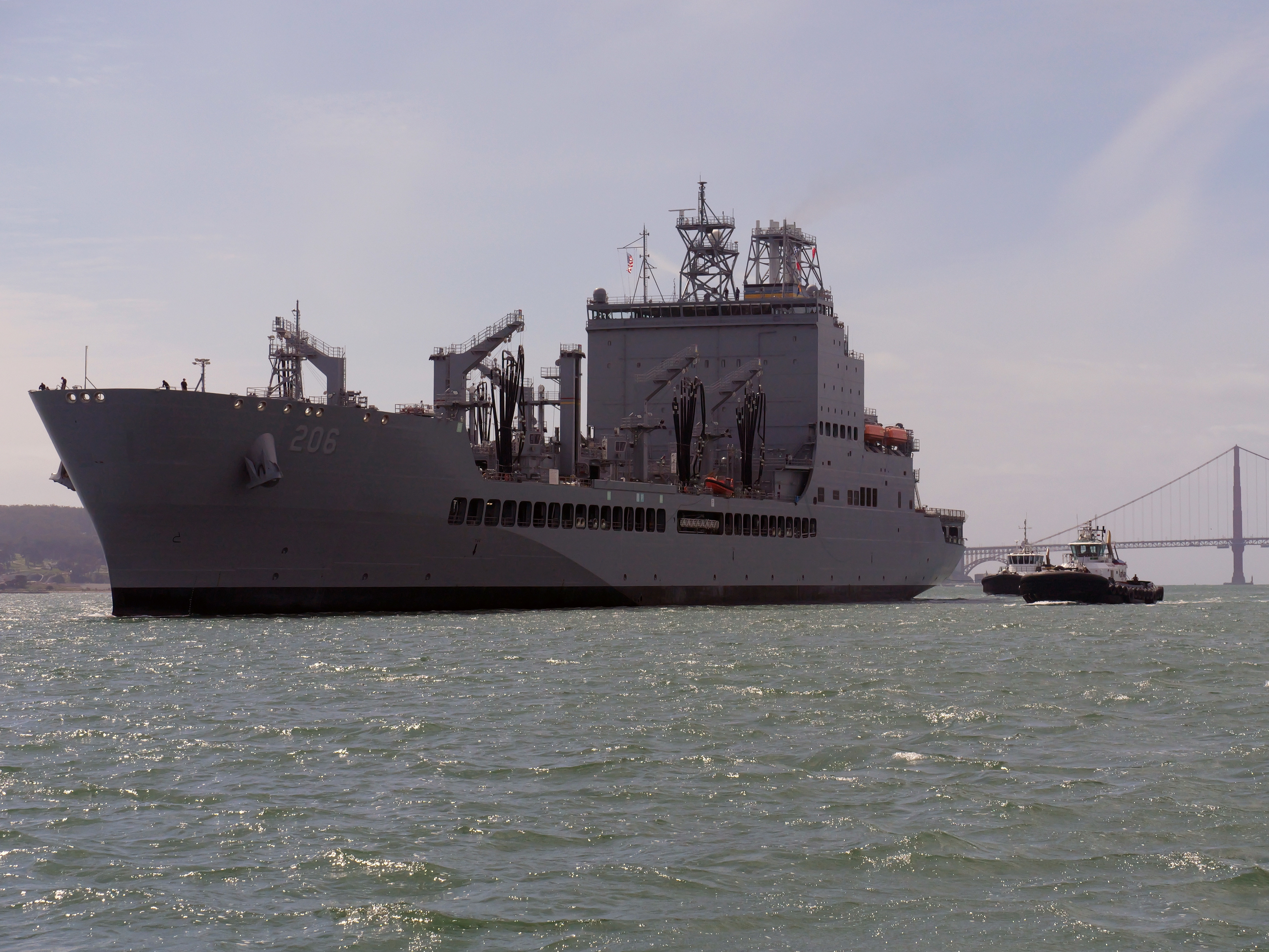
L'USNS Oscar V. Peterson.

USNS Oscar V. Peterson (T-AO-206), ex-USNS Harvey Milk (T-AO-206) est le deuxième navire ravitailleur de classe John Lewis. Il est exploité par le Military Sealift Command pour soutenir les navires de la marine américaine.
Nommé d'après l'homme politique Harvey Milk, c'est le premier navire que la marine américaine baptise du nom d'une personne ouvertement gay,, à peine cinq ans après la levée de leur interdiction dans l'armée américaine en septembre 2011.
En novembre 2021, le navire est lancé.
Le navire a été rebaptisé Oscar V. Peterson (en) en 2025, en hommage à un lauréat de la Médaille d'honneur, tué sur l'USS Neosho lors de la bataille de la mer de Corail en 1942, dans le cadre du projet de restauration de l'« éthique guerrière » du secrétaire à la Défense Pete Hegseth, également dite offensive de Donald Trump contre les minorités de genre,.